# آرامگاه منسوب به ابوسعید ابوالخیر
آرامگاه منسوب به ابوسعید ابوالخیر آرامگاهی در روستای مهنه از توابع شهرستان مه‌ولات در استان خراسان رضوی است که به ابوسعید ابوالخیر نسبت داده‌اند. بنای این آرامگاه در ۷ کیلومتری فیض آباد در روستایی به نام مهنه قرار دارد که به اعتقاد برخی محل دفن شیخ ابوسعید ابی الخیر پیرمهنه است. نویسنده اسرار التوحید به روشنی محل خاکسپاری شیخ را میهنه خاوران ذکر کرده است که در حال حاضر این نقطه خارج از مرزهای ایران واقع می‌باشد، اما نظر به ارادتی که اشخاص بسیاری به شیخ ابوسعید داشته‌اند در این امر شکوه نموده و محل آرامگاه وی را در مهنه شهرستان مه ولات می‌دانند.
این بنا در روستای مهنه قرار دارد و منسوب به آرامگاه شیخ ابوسعید ابوالخیر است که معماری آن شامل ضلع شمالی محل آرامگاه و ضلع شرقی مشتمل بر اتاق خدمه، نمازخانه و مسجد بوده و مجموعه بناهای آن فضای مناسبی را برای زیات و اقامت فراهم آورده است. در سال ۱۳۸۸ بازسازی دیوار ضلع شمالی، بهسازی و تثبیت گنبدخانه‌های شبستان‌های ضلع شمالی، کف‌سازی یا آجر فرش شبستان‌های ضلع شمالی و بازسازی سرویس بهداشتی آن انجام گرفته است و در سال ۸۹ کف‌سازی آرامگاه و طرح محوطه‌سازی صحن آرامگاه در دستور کار قرار دارد. این آرامگاه در ردیف آثار ملی ایران به ثبت رسیده است.

## ثبت ملی
این آرامگاه که مربوط به دوره قاجار است در تاریخ ۵ تیر ۱۳۸۴ با شمارهٔ ثبت ۱۱۹۲۴ به‌عنوان یکی از آثار ملی ایران توسط سازمان میراث فرهنگی، صنایع دستی و گردشگری به ثبت رسیده است.

## نگارخانه

نمای بیرونی آرامگاه منسوب به ابوسعید ابوالخیر در میهنه (شهرستان مه ولات).
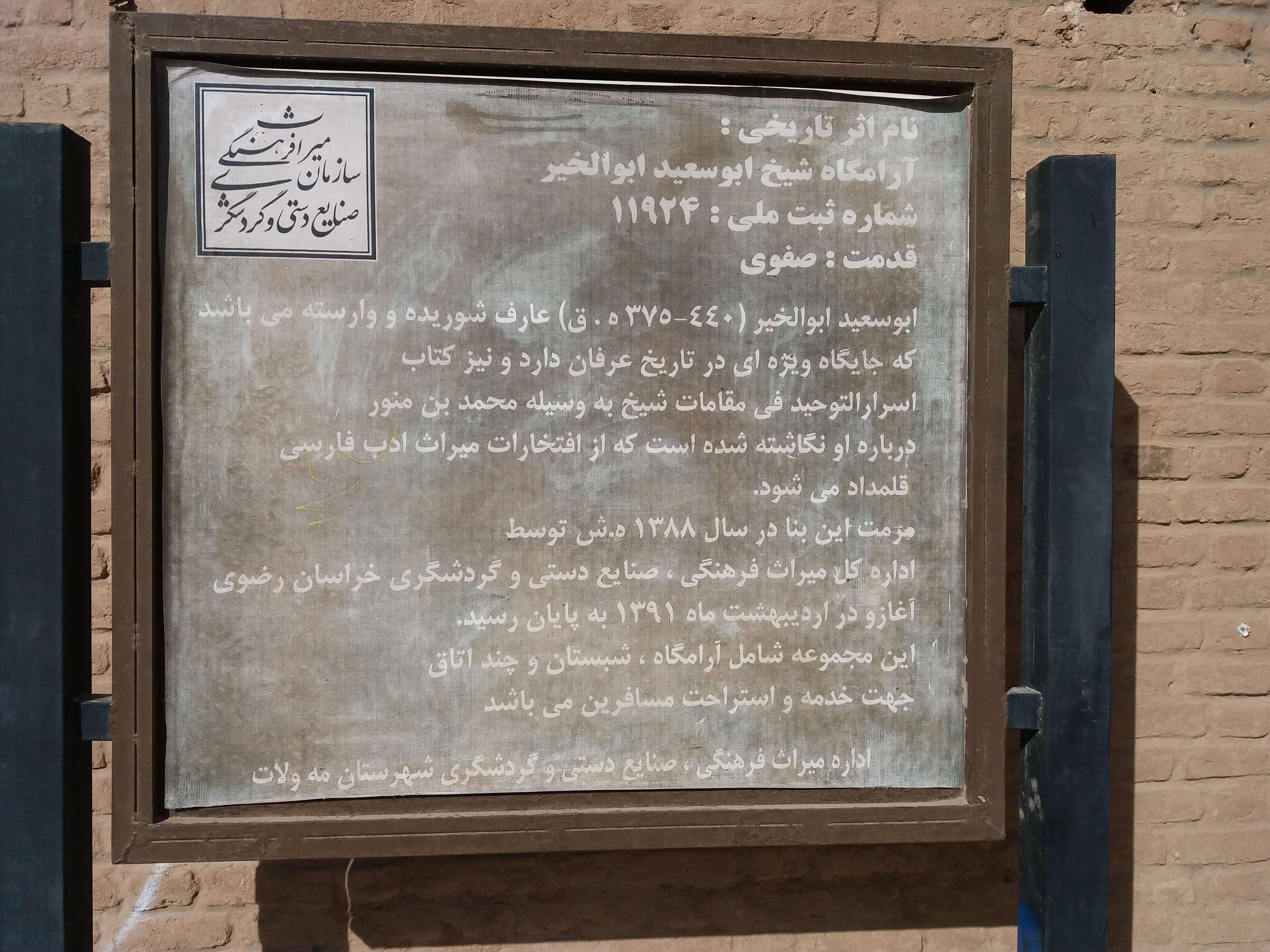
توضیحات مندرج در ورودی
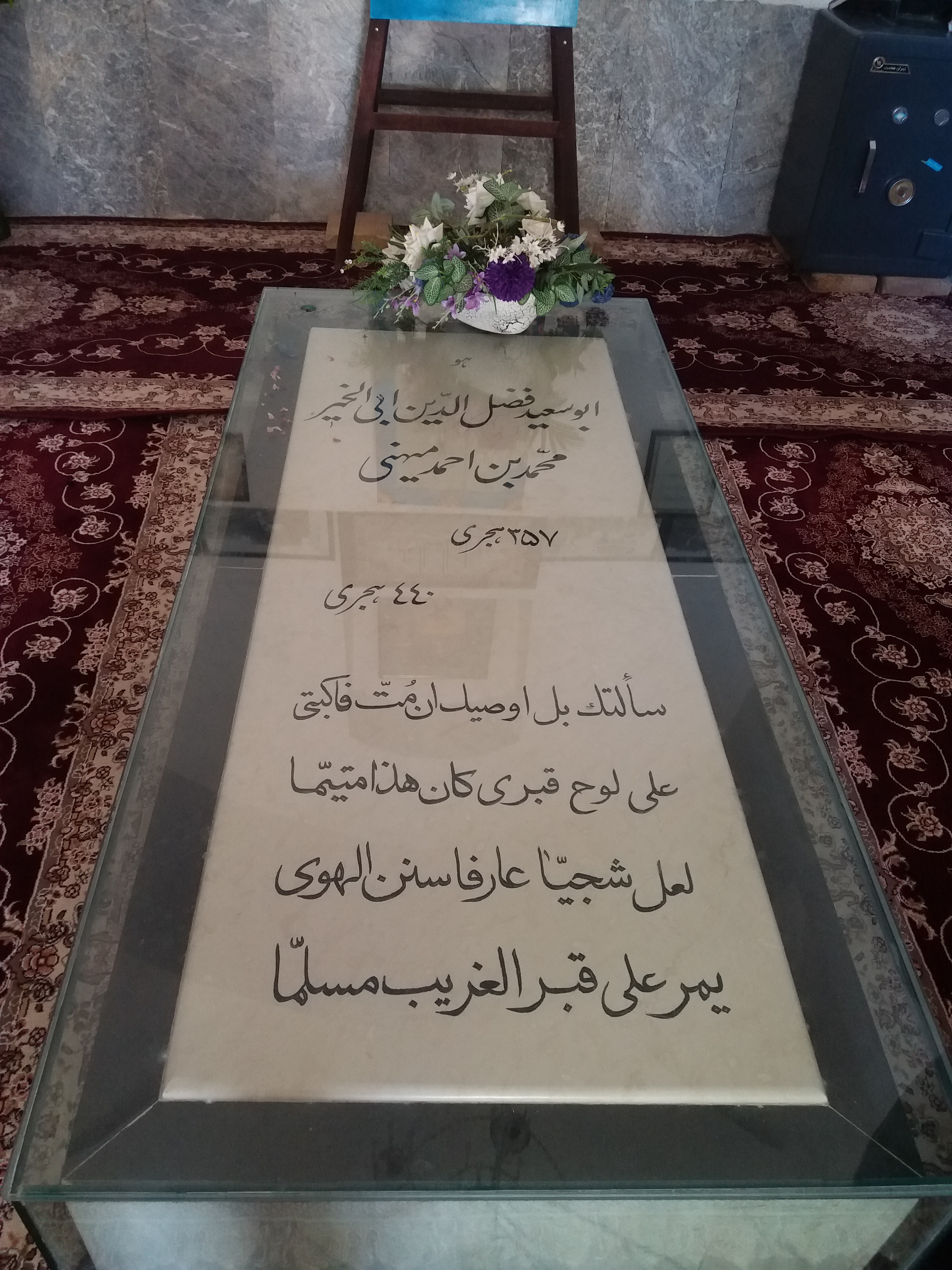
سنگ قبر منسوب به ابوسعید ابوالخیر
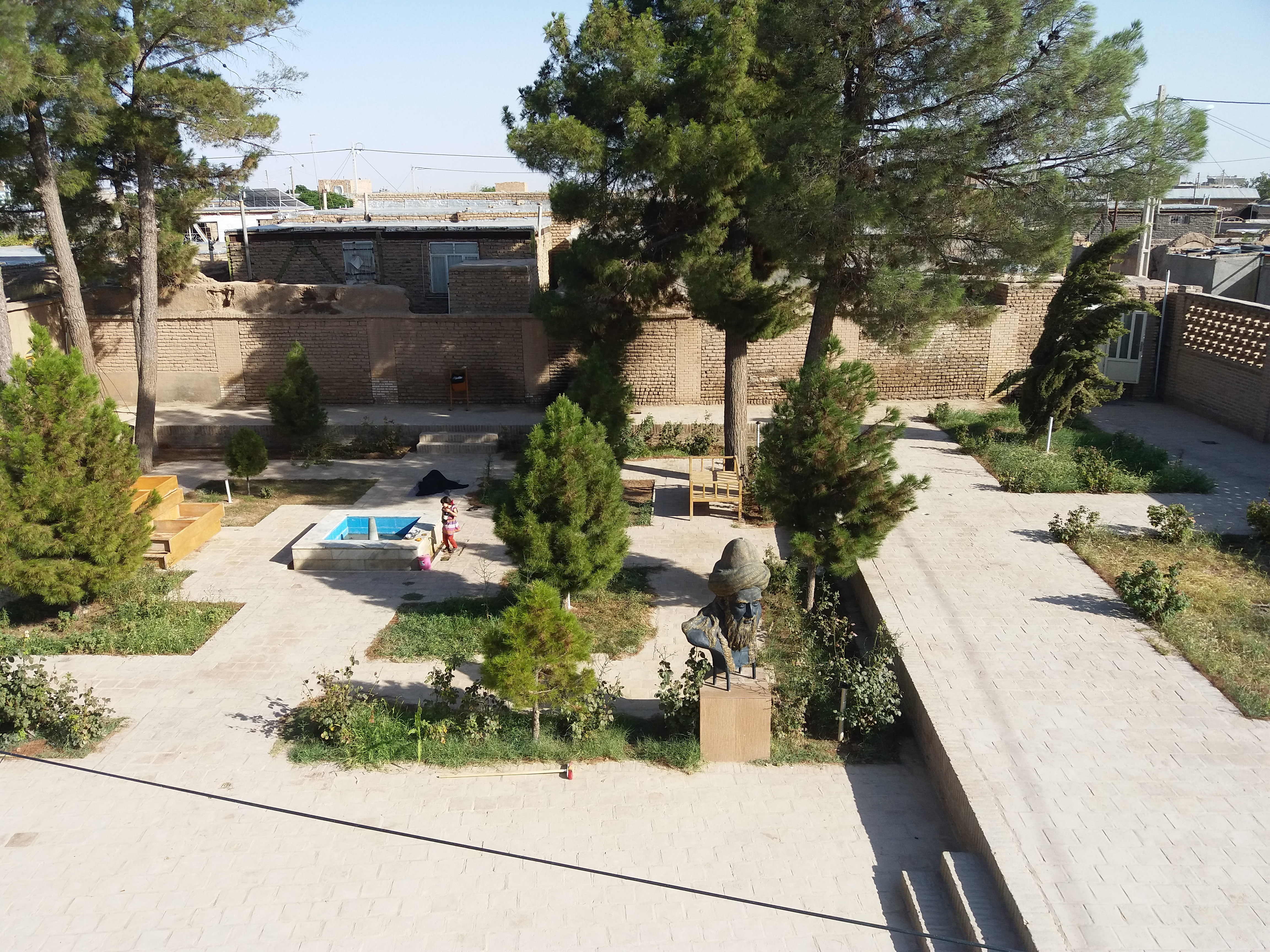
محوطه آرامگاه منسوب به ابوسعید ابوالخیر
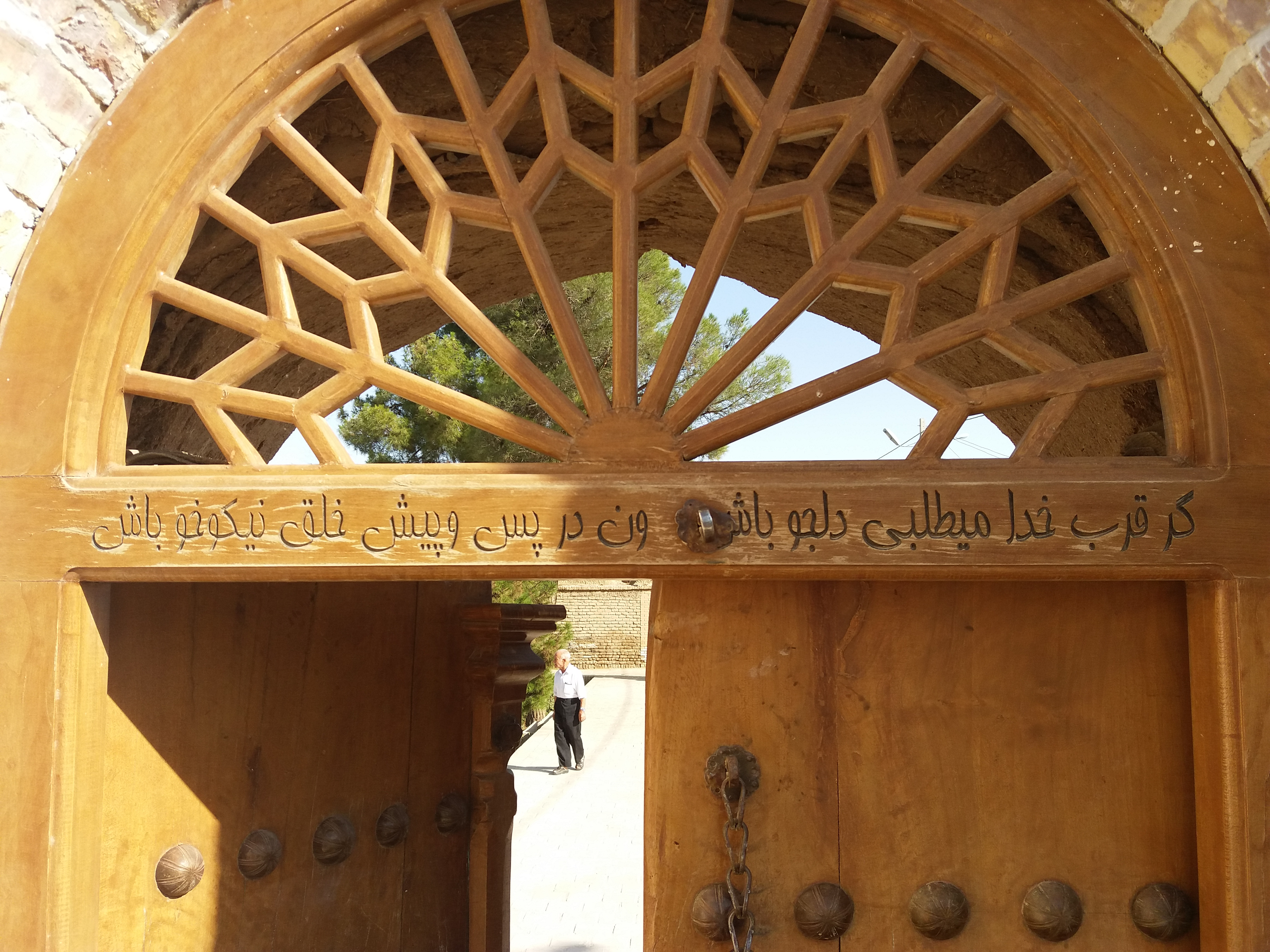
ورودی محوطه
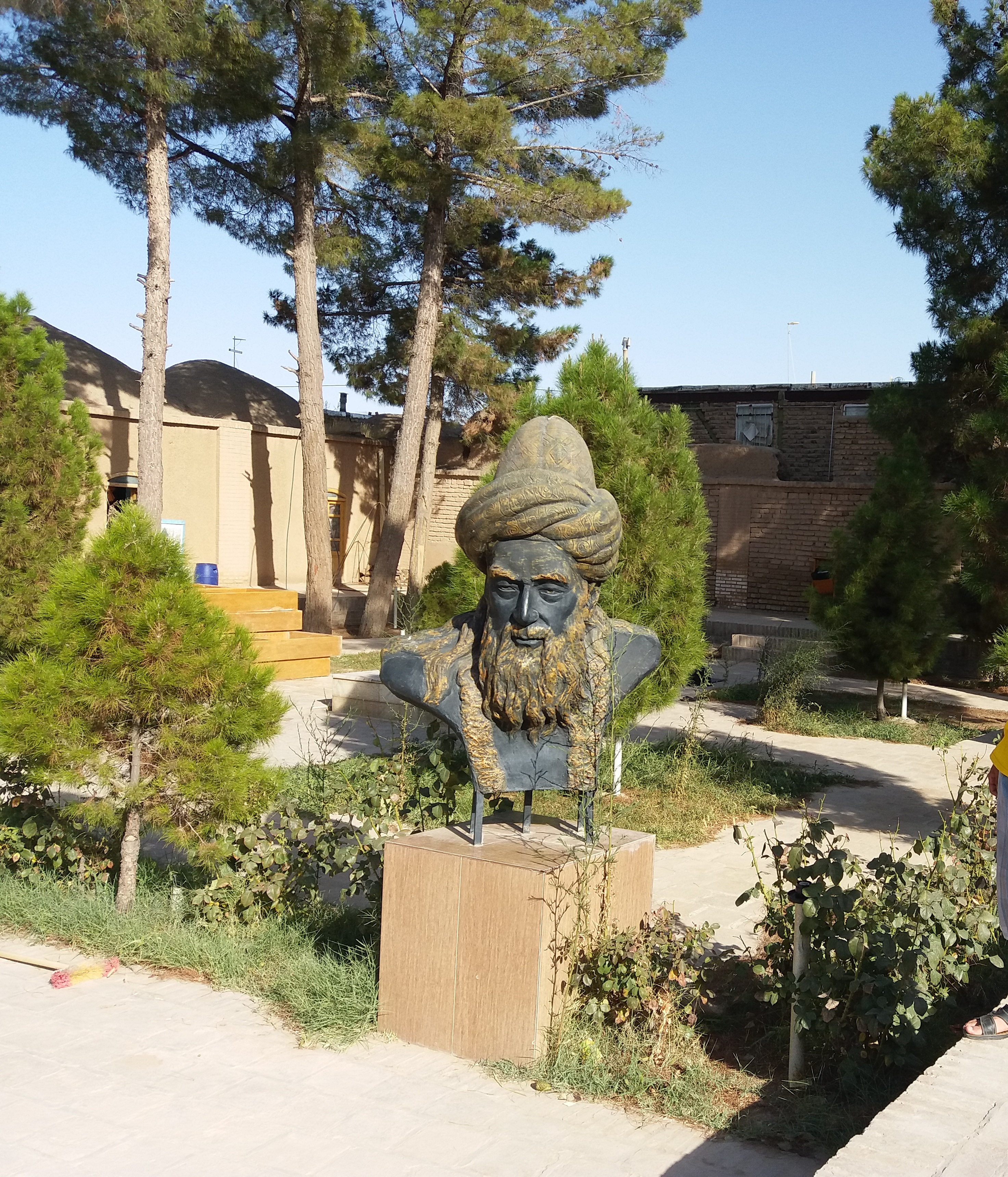
مجسمه منصوب در محوطه آرامگاه
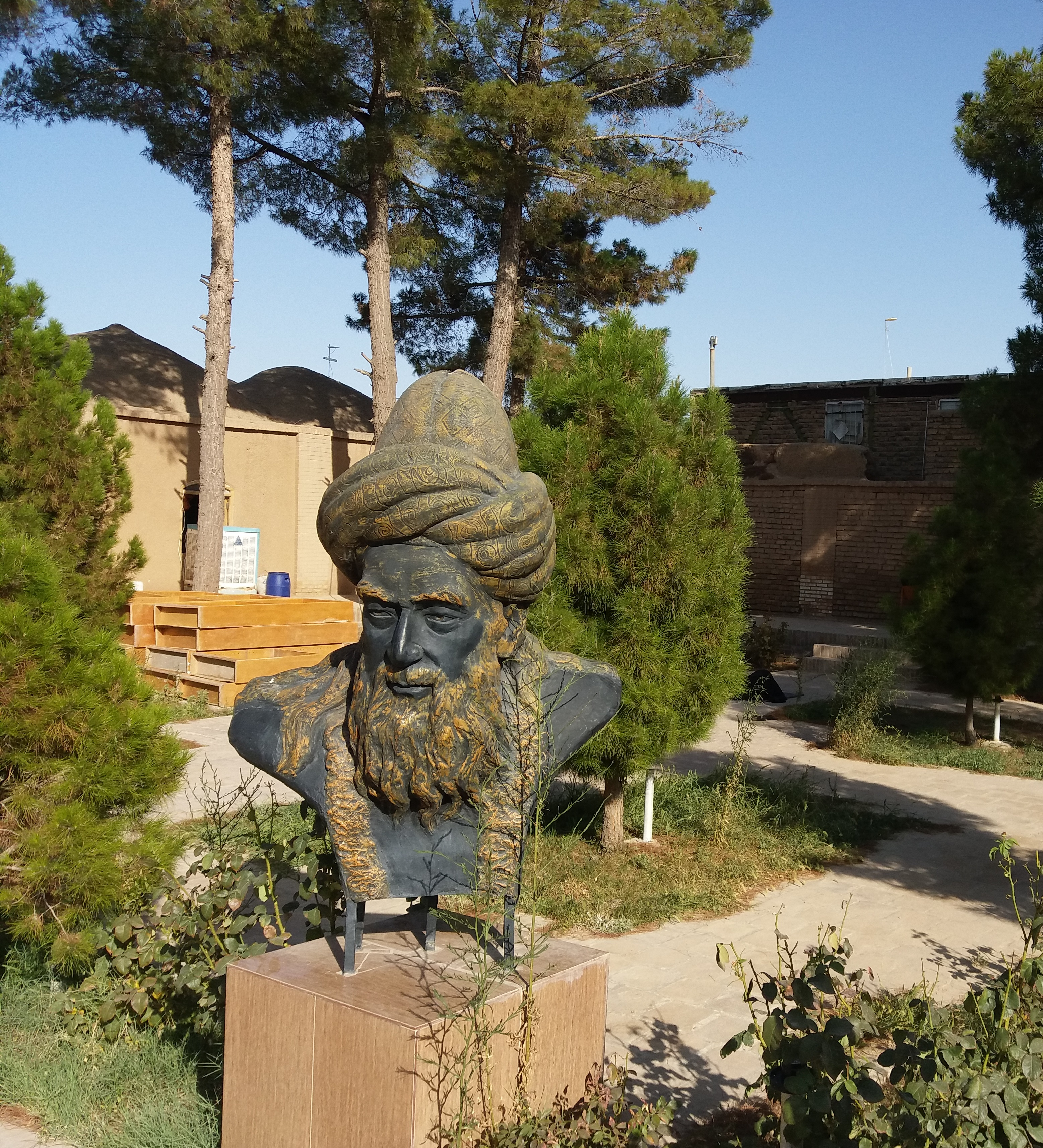
مجسمه منصوب در محوطه آرامگاه
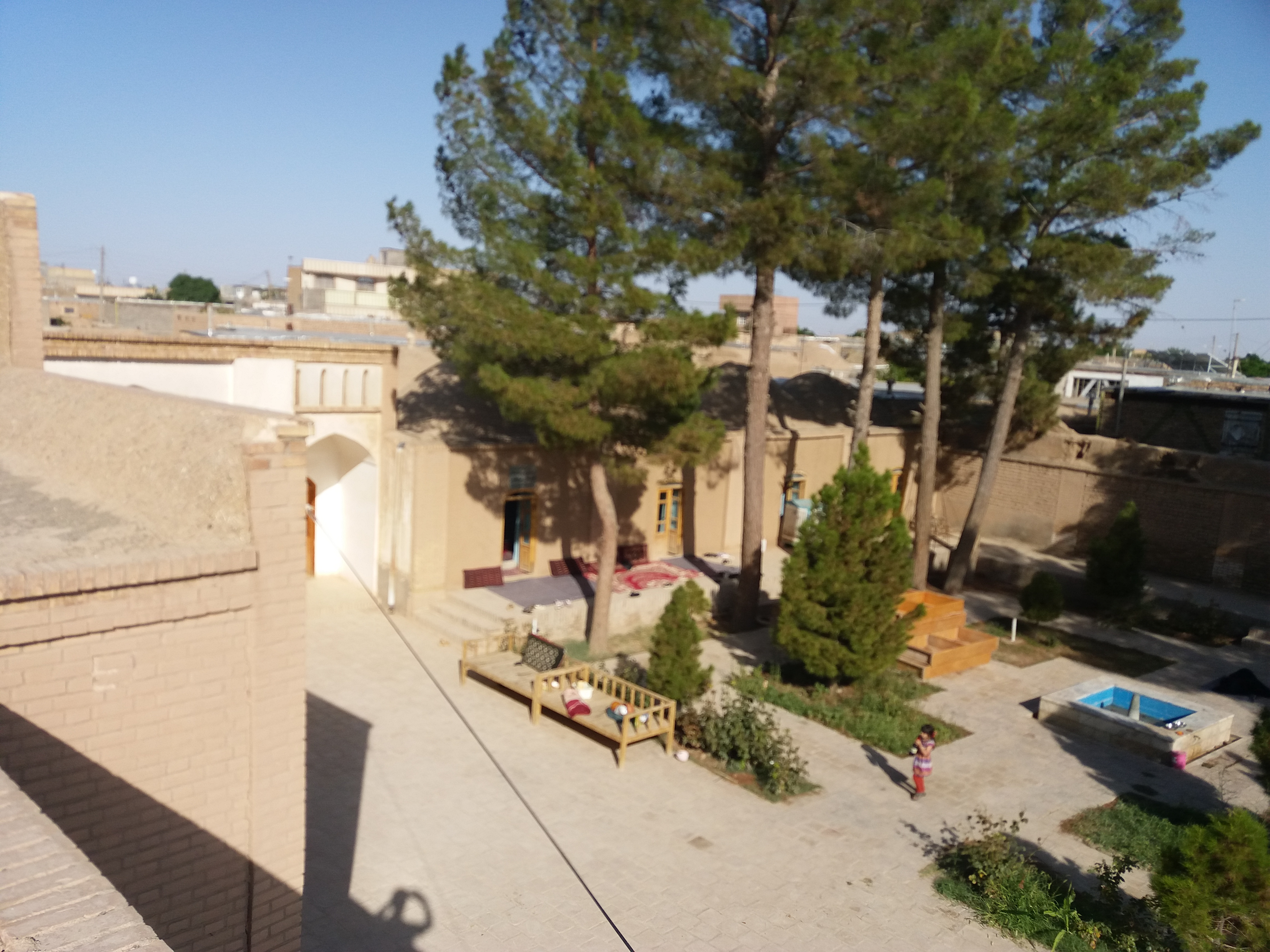
محوطه آرامگاه منسوب به ابوسعید ابوالخیر